# Yamaha DX21

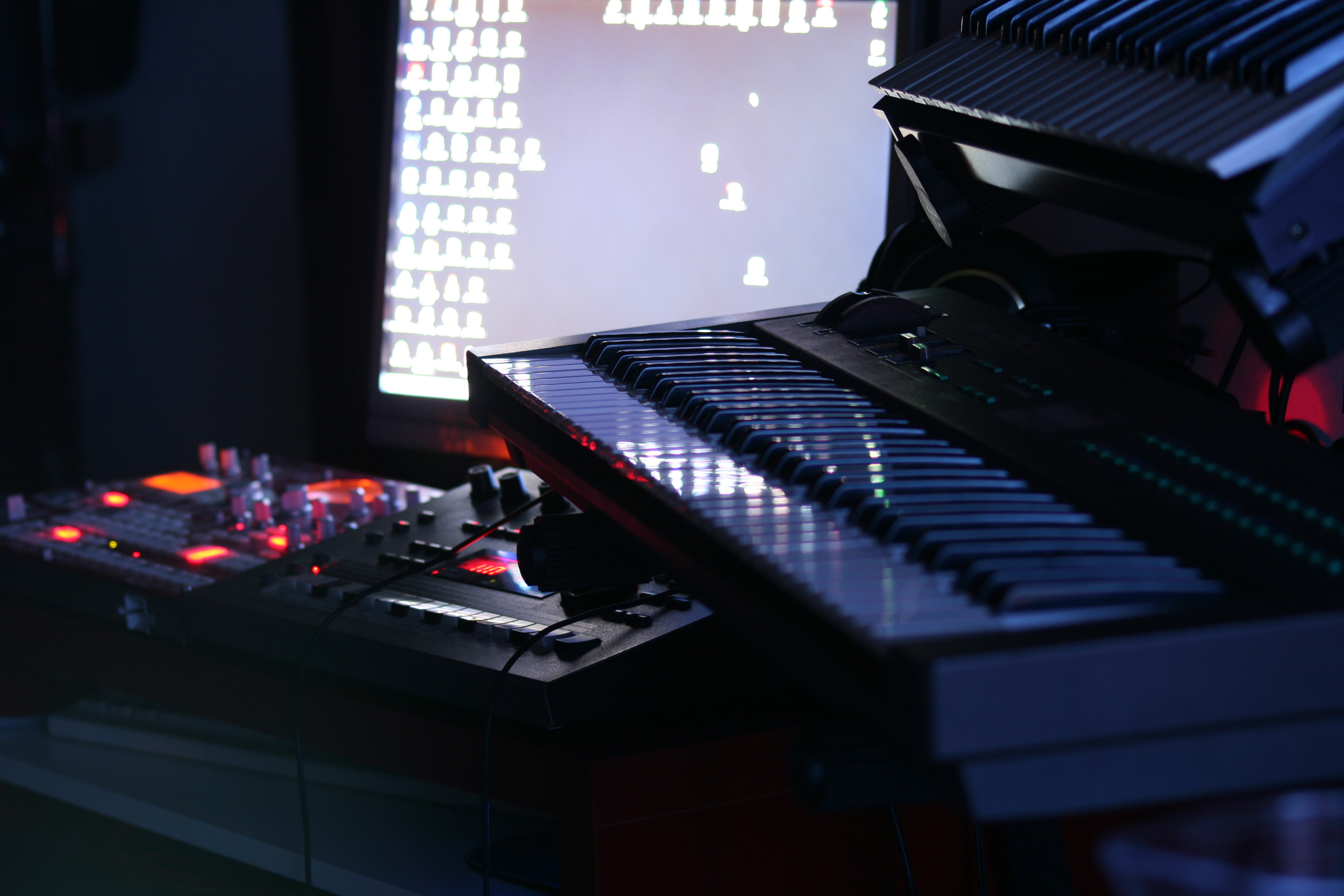
Синтезатор Yamaha DX21, разом із іншими грув-машинами 2010-х років.

Yamaha DX21 — це бі-тембральний програмований цифровий FM-синтезатор із цифровим керуванням і голосовим генератором із чотирма операторами, який був випущений у 1985 році. Він використовує синусоїдальний синтез на основі частотної модуляції (FM). Він має два FM-генератори тонів і 32-голосну оперативну пам’ять (RAM), 32 голоси користувача та 128 стандартних заводських налаштувань звуків у пам’яті лише для читання (ROM). Як програмований синтезатор, він дозволяє користувачам створювати власні унікальні синтезовані тони та звукові ефекти за допомогою алгоритмів і осциляторів. Інструмент важить 8 кг (17,6 фунта). Після випуску він був проданий за 795 доларів.

## Клавіатура
Клавіатура має 61 клавішу, яка не чутлива до швидкості натискання клавіш. Може створювати поліфонію восьми нот, що означає, що одночасно можна натискати до восьми клавіш. У режимі розділеної клавіатури обмеження поліфонії все ще становить вісім нот, але є максимум чотири для нижньої половини та чотири для верхньої половини. У моно режимі DX21 може грати лише одну ноту, якщо клавіатура не розділена; якщо клавіатура розділена, DX21 може створювати один монофонічний голос для нижнього розділення та один моноголос для верхнього розділення.

## Користувачі
Серед відомих користувачів: Hardfloor, Level 42, Brother Beyond, Xiu Xiu, Astral Projection, Technotronic, Вангеліс і Norman Cook (Fatboy Slim).

## DX100
DX100 також був випущений у 1985 році. Він використовує аналогічну електроніку, щоб створити клавіатуру з 49 міні-клавішами, яка є меншою та легшою для транспортування. DX100 — монотембральний FM-синтезатор із 4 операторами. Він не має фільтрів чи ефектів. Він має 192 попередньо встановлених голоси та 24 програмованих користувачем голоси. Він має можливості MIDI та роз’єми MIDI in/out і thru. Він має один моновихід, один роз’єм ножного перемикача для педалі сустейну або педалі портаменто та роз’єм контролера шопоту BC1.

## Порівняння з DX7
DX21 має 4 оператори та 8 алгоритмів. DX7 має 6 операторів і 32 алгоритми. DX7 — це 16-голосний поліфонічний синтезатор, DX21 — лише 8-голосний.

## Подальше читання
- Yamaha DX21 Synthesizer. Sound On Sound. January 1986. ISSN 0951-6816. OCLC 925234032.